# Funicular de Vallvidrera
El funicular de Vallvidrera és un funicular de Barcelona que uneix la part alta del barri de Sarrià amb Vallvidrera. L'estació inferior està connectada amb la línia Barcelona-Vallès dels Ferrocarrils de la Generalitat (estació de Peu de Funicular).
Va ser inaugurat el 1906 per comunicar la línia Sarrià-Barcelona amb el poble de Vallvidrera (llavors tots tres encara no formaven part del mateix continu urbà). L'any 1979 va passar a formar part dels FGC, que en són l'explotador actual. El 1998 es va realitzar una remodelació integral de la línia.

## Història
A finals del segle xix sorgeix la necessitat d'un mitjà de transport que uneixi el nucli de Vallvidrera amb Barcelona. El 1892 es projecta un funicular de tracció de vapor. La FSB (companyia del Ferrocarril de Barcelona a Sarrià) es fa càrrec el 1905 de la construcció del funicular amb la col·laboració de la companyia suïssa Von Roll. S'inaugurà el 24 d'octubre de 1906.
Des del 17 de desembre de 1906 el funicular va quedar unit directament amb la resta de la ciutat per mitjà de la nova línia de tramvia que el Tren de Sarrià havia construït des de les Tres Torres fins al Peu del Funicular. A partir de 1918 el funicular va enllaçar amb Ferrocarrils de Catalunya, en inaugurar-se el primer tram de la prolongació suburbana, des de Sarrià fins a Les Planes.
El 1979 FGC n'assumeix la propietat i impulsà el 1981 una renovació dels vehicles. El 1998 es feu una renovació completa de la línia, que consistí a canviar tota la plataforma de via, les estacions i els vehicles. Aquesta actuació ha permès que el funicular funcioni de manera totalment automàtica, amb portes d'andana a les estacions per protegir les vies.

## Característiques
La línia consta de tres estacions: Vallvidrera-Inferior, amb connexió amb l'estació de Peu de Funicular; Carretera de les Aïgues, parada intermèdia facultativa; i, finalment, Vallvidrera-Superior, que dona servei a l'antic poble de Vallvidrera.
La renovació de la línia el 1998 va comportar que la mateixa línia passés a funcionar de manera totalment automatitzada. De fet, té un funcionament semblant al d'un ascensor, ja que els vehicles i el baixador de Carretera de les Aigües tenen un polsador per a sol·licitar la parada on es vol baixar.

### Especificacions tècniques
- Longitud de la línia: 736,8 m
- Altitud de l'estació inferior: 192 m
- Altitud de l'estació superior: 351 m
- Desnivell: 158 m
- Pendent màxim: 28,9%
- Vehicles: 2
- Capacitat dels vehicles: 50 persones
- Capacitat de transport (en un sol sentit): 1.820 persones/hora
- Velocitat: 5,0 m/s (o 18 km/h)
- Temps de recorregut (sense parades): 2'50"

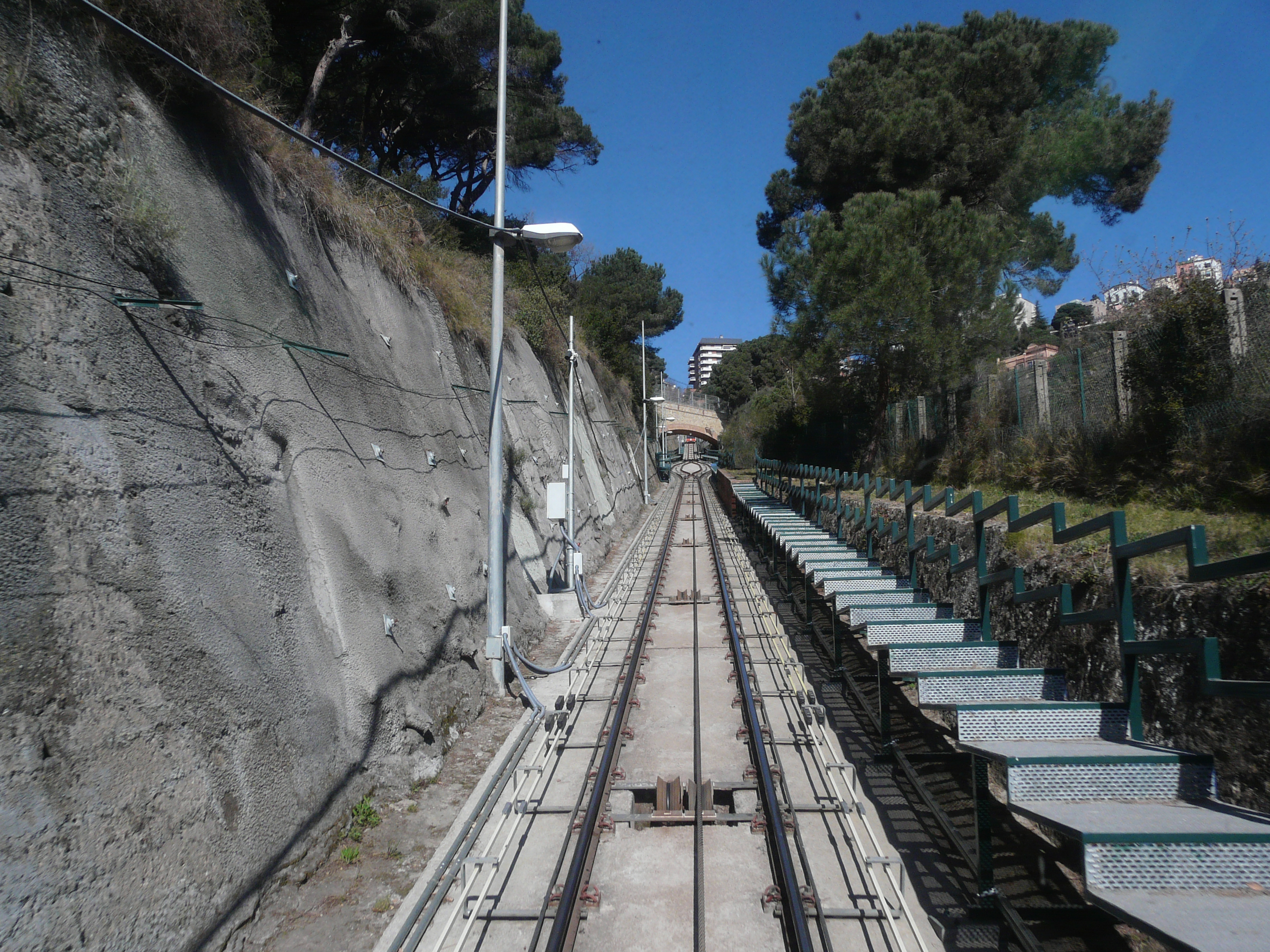
Vista del pendent de la línia

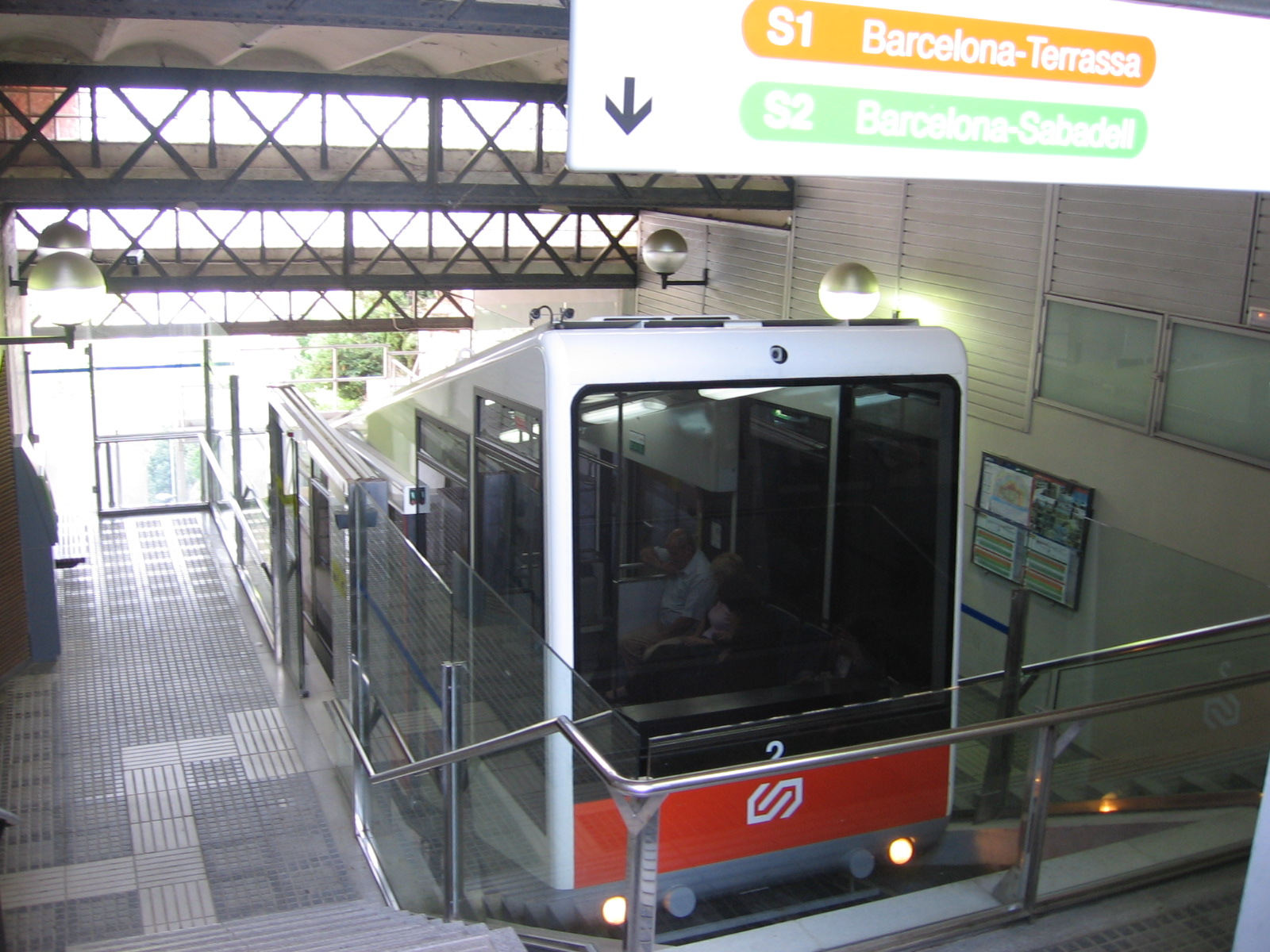
Funicular a Vallvidrera-Superior

- Diàmetre del cable: 30 mm
- Potència del motor: 160 kW
- Amplada de via: 1.000 mm